# Амисодар
Амисодар (др.-греч. Ἀμισώδαρος) — персонаж древнегреческой мифологии.

Амисодар — ликийский царь, сыновья которого, Атимний и Марис, участвуя в Троянской войне, были убиты сыновьями Нестора. Он же воспитал баснословное чудовище Химеру, как упоминает Гомер. Отец участников Троянской войны Атимния и Мариса. Ликийцы называют его Исаром.